# Яков Сафонов
Яков Василиевич Сафонов (на руски: Яков Васильевич Сафонов) е генерал-майор от Руската армия, военен деец на Украинската народна република.

## Военна служба
Завършва Корочанската Александровска гимназия, Одеското пехотно юнкерско училище (1897), Николаевската академия на Генералния щаб (1904). Служи в 136-и пехотен Таганрогски полк, от 1897 е подпоручик, от 1901 – поручик, от 1904 г. – щабс-капитан. Участва в руско-японската война. През март-юли 1905 г. е помощник на старши адютанта на щаба на Одеския военен окръг. През 1905 – 1908 е старши адютант на щаба на 34-та пехотна дивизия (от януари 1906 г. до януари 1907 г. служи в цензовото командване на рота в 136-и пехотен Таганрогски полк). От 1906 г. е капитан. През 1908 – 1909 г. е оберофицер за специални поръчки при щаба на 2-ри Кавказки армейски корпус. От 1909 г. е подполковник.
През 1909 – 1911 г. е старши адютант в щаба на 8-и армейски корпус. През април-ноември 1911 и през февруари-октомври 1912 г. е щабен офицер за поръчки при щаба на Иркутския военен окръг, през 1911 – 1912 г. е старши адютант на щаба на Иркутския военен окръг. През 1912 – 1914 г. отговаря за придвижването на войските по железопътните и водни пътища на Иркутски район. От 1912 г. е полковник. През 1914 г. става началник на отделение при Главното управление на Генералния щаб.

## Първа световна война
Участва в Първата световна война. От 1914 г. е командир на 15-и пехотен Шлиселбургски полк. От октомври 1915 г. е командир на 15-и стрелкови полк. През 1917 г. е началник-щаб на 37-а пехотна дивизия. От 1917 г. е генерал-майор. За бойни заслуги е награден с орден „Св. Георги“ IV степен (1917) и Георгиевско оръжие (1917).

## Военен деец на Украйна
От 30 август 1917 г. е началник-щаб на 34-ти армейски корпус (след „украинизирането“ на корпуса е началник-щаб на 1-ви Украински армейски корпус). По негова инициатива към корпуса е открито офицерско училище. Генерал Сафонов е автор на реализирания през ноември-декември 1917 план за неутрализация на „болшевизираните“ военни части, настъпващи към Киев. За кратко време подразделенията на Украинския корпус превземат стратегически важни железопътни гари – Виница, Жмеринка, Козятин, Бердичев, Белая Церков и Фастов, и пресичат пътя на болшевиките към Киев от юг. „Червените“ ешелони са залавяни, разоръжавани и изпращани в Съветска Русия. Обаче недостигът на сили не позволява на войските на корпуса да се противопоставят ефективно на настъплението към Киев на болшевишките войски на Михаил Муравьов.
След превземането на Киев от болшевиките е пленен заедно с командира на корпуса генерал Яков Гандзюк. След отказа им да минат на служба при болшевиките генералите са разстреляни.